# Pavel Brendl
Pavel Brendl (né le 23 mars 1981 à Opočno en Tchécoslovaquie) est un joueur professionnel tchèque de hockey sur glace.

## Biographie

### Carrière en club
Formé au HC Olomouc, il est sélectionné au cours du repêchage européen 1998 de la Ligue canadienne de hockey par les Hitmen de Calgary en 34e position. Après une saison dans la Ligue de hockey de l'Ouest, il est choisi en 1999 au cours du repêchage d'entrée dans la Ligue nationale de hockey par les Rangers de New York en 1er ronde, en 4e position. Puis il remporte la Coupe Ed Chynoweth avec les Hitmen. En jouant deux parties avec le Wolf Pack de Hartford, il remporte la Coupe Calder 2000. Le 20 août 2001, il est échangé avec Jan Hlaváč, Kim Johnsson et d'un choix de troisième ronde au repêchage 2003 (Stefan Ruzicka) aux Flyers de Philadelphie en retour d'Eric Lindros. le 7 février 2003, il arrive chez les Hurricanes de la Caroline en compagnie de Bruno St. Jacques en retour de Sami Kapanen et Ryan Bast. 
Durant le lock-out 2004-2005 de la LNH, il revient jouer dans différents clubs en Europe. En 2001, il débute dans la LNH avec les Flyers. Le 28 décembre 2005, il est échangé aux Coyotes de Phoenix contre Krystofer Kolanos. En fin de saison, il signe alors dans l'Elitserien portant les couleurs du Mora IK puis du Brynäs IF. En 2008, il signe au Torpedo Nijni Novgorod de la Ligue continentale de hockey.

## Carrière internationale
Il a représenté la République tchèque en sélection jeune.

## Trophées et honneurs personnels
- Ligue canadienne de hockey
  - 1999 : élu Recrue de la saison de la Ligue canadienne de hockey.
  - 1999 : nommé dans la première équipe d'étoiles.
- Ligue de hockey de l'Ouest
  - 1999 : remporte le trophée Bob-Clarke.
  - 1999 : remporte le trophée Jim-Piggott.
  - 1999 : nommé dans la première équipe d'étoiles de l'Est.
  - 1999 : nommé dans la seconde équipe d'étoiles de l'Est.
- Championnat du monde junior
  - 2001 : élu dans l'équipe d'étoiles.
- Ligue nationale de hockey
  - 2002-2003 : participe au 53e Match des étoiles de la Ligue nationale de hockey avec les jeunes joueurs.
- Ligue américaine de hockey
  - 2004 : participe au Match des étoiles.
- Elitserien
  - 2008 : remporte le trophée Håkan-Loob.
- Ligue continentale de hockey
  - 2009 : participe avec l'équipe Jagr au 1er Match des étoiles de la Ligue continentale de hockey.

## Statistiques

### En club
| Saison     | Équipe                       | Ligue              |    | Saison régulière | Saison régulière | Saison régulière | Saison régulière | Saison régulière |    | Séries éliminatoires | Séries éliminatoires | Séries éliminatoires | Séries éliminatoires | Séries éliminatoires |
| Saison     | Équipe                       | Ligue              | PJ | B                | A                | Pts              | Pun              | PJ               | B  | A                    | Pts                  | Pun                  |                      |                      |
| 1997-1998  | HC Olomouc                   | 1.liga             | 12 | 1                | 1                | 2                | 2                | -                | -  | -                    | -                    | -                    |                      |                      |
| 1998-1999  | Hitmen de Calgary            | LHOu               | 68 | 73               | 61               | 134              | 40               | 20               | 21 | 25                   | 46                   | 18                   |                      |                      |
| 1999-2000  | Hitmen de Calgary            | LHOu               | 61 | 59               | 52               | 111              | 94               | 10               | 7  | 12                   | 19                   | 8                    |                      |                      |
| 1999-2000  | Wolf Pack de Hartford        | LAH                | -  | -                | -                | -                | -                | 2                | 0  | 0                    | 0                    | 0                    |                      |                      |
| 2000-2001  | Hitmen de Calgary            | LHOu               | 49 | 40               | 35               | 75               | 66               | 10               | 7  | 6                    | 13                   | 6                    |                      |                      |
| 2001-2002  | Flyers de Philadelphie       | LNH                | 8  | 1                | 0                | 1                | 2                | 2                | 0  | 0                    | 0                    | 0                    |                      |                      |
| 2001-2002  | Flyers de Philadelphie       | LAH                | 64 | 15               | 22               | 37               | 22               | 5                | 4  | 1                    | 5                    | 0                    |                      |                      |
| 2002-2003  | Flyers de Philadelphie       | LNH                | 42 | 5                | 7                | 12               | 4                | -                | -  | -                    | -                    | -                    |                      |                      |
| 2002-2003  | Hurricanes de la Caroline    | LNH                | 8  | 0                | 1                | 1                | 2                | -                | -  | -                    | -                    | -                    |                      |                      |
| 2003-2004  | Lock Monsters de Lowell      | LAH                | 33 | 17               | 16               | 33               | 34               | -                | -  | -                    | -                    | -                    |                      |                      |
| 2003-2004  | Hurricanes de la Caroline    | LNH                | 18 | 5                | 3                | 8                | 8                | -                | -  | -                    | -                    | -                    |                      |                      |
| 2004-2005  | HC Thurgovie                 | LNB                | 4  | 3                | 0                | 3                | 4                | -                | -  | -                    | -                    | -                    |                      |                      |
| 2004-2005  | HC Olomouc                   | 1.liga             | 3  | 0                | 0                | 0                | 12               | -                | -  | -                    | -                    | -                    |                      |                      |
| 2004-2005  | Jokipojat Joensuu            | Mestis             | 21 | 9                | 10               | 19               | 48               | -                | -  | -                    | -                    | -                    |                      |                      |
| 2004-2005  | HC Oceláři Třinec            | Extraliga          | 2  | 0                | 0                | 0                | 0                | -                | -  | -                    | -                    | -                    |                      |                      |
| 2005-2006  | Lock Monsters de Lowell      | LAH                | 25 | 6                | 7                | 13               | 10               | -                | -  | -                    | -                    | -                    |                      |                      |
| 2005-2006  | Rampage de San Antonio       | LAH                | 38 | 13               | 11               | 24               | 8                | -                | -  | -                    | -                    | -                    |                      |                      |
| 2005-2006  | Coyotes de Phoenix           | LNH                | 2  | 0                | 0                | 0                | 0                | -                | -  | -                    | -                    | -                    |                      |                      |
| 2006-2007  | Mora IK                      | Elitserien         | 54 | 34               | 23               | 57               | 34               | -                | -  | -                    | -                    | -                    |                      |                      |
| 2007-2008  | Brynäs IF                    | Elitserien         | 54 | 31               | 24               | 55               | 110              | -                | -  | -                    | -                    | -                    |                      |                      |
| 2008-2009  | Torpedo Nijni Novgorod       | KHL                | 56 | 35               | 15               | 50               | 48               | 3                | 0  | 0                    | 0                    | 14                   |                      |                      |
| 2009-2010  | Torpedo Nijni Novgorod       | KHL                | 51 | 27               | 10               | 37               | 67               | -                | -  | -                    | -                    | -                    |                      |                      |
| 2010-2011  | KalPa Kuopio                 | SM-Liiga           | 16 | 7                | 8                | 15               | 8                | -                | -  | -                    | -                    | -                    |                      |                      |
| 2010-2011  | Neftekhimik Nijnekamsk       | KHL                | 24 | 9                | 1                | 10               | 0                | 3                | 2  | 0                    | 2                    | 2                    |                      |                      |
| 2011-2012  | HC ČSOB Pojišťovna Pardubice | Extraliga          | 6  | 5                | 3                | 8                | 4                | -                | -  | -                    | -                    | -                    |                      |                      |
| 2011-2012  | Rapperswil-Jona Lakers       | LNA                | 17 | 2                | 3                | 5                | 8                | -                | -  | -                    | -                    | -                    |                      |                      |
| 2012-2013  | HC ČSOB Pojišťovna Pardubice | Extraliga          | 20 | 5                | 3                | 8                | 4                | 4                | 0  | 1                    | 1                    | 12                   |                      |                      |
| 2013-2014  | HC Kometa Brno               | Extraliga          | 6  | 0                | 4                | 4                | 0                | -                | -  | -                    | -                    | -                    |                      |                      |
| 2013-2014  | Lausitzer Füchse             | DEL2               | 14 | 3                | 12               | 15               | 6                | 5                | 0  | 1                    | 1                    | 2                    |                      |                      |
| 2014-2015  | HK 36 Skalica                | Extraliga slovaque | 19 | 13               | 7                | 20               | 8                | -                | -  | -                    | -                    | -                    |                      |                      |
| 2015-2016  | HK 36 Skalica                | Extraliga slovaque | 46 | 19               | 10               | 29               | 38               | -                | -  | -                    | -                    | -                    |                      |                      |
| 2015-2016  | HKm Zvolen                   | Extraliga slovaque | 6  | 3                | 3                | 6                | 4                | 12               | 5  | 2                    | 7                    | 14                   |                      |                      |
| Totaux LNH | Totaux LNH                   | Totaux LNH         | 78 | 11               | 11               | 22               | 16               | 2                | 0  | 0                    | 0                    | 0                    |                      |                      |

### En équipe nationale
| Année | Compétition                 |   | PJ | B | A  | Pts | Pun           |  | Résultats |
| 1998  | Championnat d'Europe junior | 6 | 2  | 4 | 6  | 4   | 4e            |  |           |
| 2001  | Championnat du monde junior | 7 | 4  | 6 | 10 | 8   | Médaille d'or |  |           |